# Суперкубок Оману з футболу 2024
Суперкубок Оману з футболу 2024  — 22-й розіграш турніру. Матч відбувся 14 січня 2025 року між чемпіоном Оману клубом Аль-Сіб та володарем кубка Оману клубом Дофар.
| Володар Суперкубка Оману 2024 |
| ----------------------------- |
|                               |
| Дофар Четвертий титул         |

## Матч

### Деталі
| 14 січня 2025 16:15 (EEST) |

| Аль-Сіб               | 2:3      | Дофар                                                        |
| --------------------- | -------- | ------------------------------------------------------------ |
| Аль-Мушаїфрі 27', 44' | Протокол | Білал Аль-Балуші 23' (аг) Хамад Аль-Касімі 45+3' (пен.), 65' |

| Ель-Рустак, Ер-Рустак |